# Ogné
Ogné is een plaats in de gemeente Sprimont in de Belgische provincie Luik.
De plaats ligt aan de N30 van Luik naar Bastenaken, die de belangrijkste verbinding was tussen deze plaatsen tot de aanleg van de A26.

## Geschiedenis
Tot de opheffing van het hertogdom Limburg hoorde Ogné tot de Limburgse hoogbank Sprimont. Net als de rest van het hertogdom werd Ogné bij de annexatie van de Zuidelijke Nederlanden door de Franse Republiek in 1795 opgenomen in het toen gevormde departement Ourthe.
Deelgemeenten: Dolembreux · Gomzé-Andoumont · Louveigné · Rouvreux · Sprimont

Overige kernen: Andoumont · Damré · Florzé · Gomzé · Lincé · Ogné · Presseux · Rivage

Belgische gemeenten · arrondissement Verviers · provincie Luik · Wallonië